# Ноэль, Николетт
Николетт Ноэль (англ. Nikolette Noel; род. 5 ноября 1986, Лос-Анджелес, Калифорния, США) — американская актриса и модель.

## Биография
Николетт родилась и выросла в Лос-Анджелесе, штат Калифорния. Карьеру актрисы начала в шестилетнем возрасте, снявшись в телесериале «Неразгаданные тайны» канала NBC. В 2004 году сыграла второстепенную роль в своём первом полнометражном фильме — драме «Чистилище», получившей несколько наград на различных кинофестивалях.
В 2011 году Николетт была утверждена на постоянную роль в телесериале «За канатами», где одним из режиссёров и продюсеров является Вин Дизель. В 2012 году на экраны вышли две крупные картины с её участием — известный своим звёздным составом боевик «Неудержимые 2», в котором Николетт исполнила небольшую роль героини по имени София (девушка Билли Тиммонса, персонажа Лиама Хемсворта), и триллер «Газетчик», где её партнёрами по съёмочной площадке стали Зак Эфрон, Мэттью Макконахи и Николь Кидман. Она также снялась в фильме ужасов «Техасская резня бензопилой 3D», вышедшем в 2013 году.
Помимо съёмок в кино, Николетт также работает моделью — позирует фотографам, снялась в рекламных роликах для «Kevin Jewelers», «Debt.com», «Reebok» и «PETA». Её мать, Апостол Ева, была венгерской супермоделью, и, по словам Николетт, является её вдохновением.

## Фильмография
| Год  |     | Русское название              | Оригинальное название                   | Роль             |
| ---- | --- | ----------------------------- | --------------------------------------- | ---------------- |
| 1991 | с   | Неразгаданные тайны           | Unsolved Mysteries                      | Палома           |
| 2004 | ф   | Чистилище                     | Purgatory House                         | студентка        |
| 2011 | ф   | Большая сделка Бена и Джейка  | Ben & Jake's Big Deal                   | Карли            |
| 2011 | кор | Убийца на свободе             | Killer on the Loose                     | роль неизвестна  |
| 2012 | с   | За канатами                   | The Ropes                               | Ванесса          |
| 2012 | ф   | Высокая музыка                | Music High                              | Дебби            |
| 2012 | ф   | Неудержимые 2                 | The Expendables 2                       | София            |
| 2012 | ф   | Газетчик                      | The Paperboy                            | Нэнси            |
| 2012 | ф   | Рождество с Чилли             | Chilly Christmas                        | девушка на пляже |
| 2012 | тф  | Драконовые осы                | Dragon Wasps                            | Ронда Гутьеррес  |
| 2013 | ф   | Техасская резня бензопилой 3D | Texas Chainsaw 3D                       | Синди            |
| 2013 | ф   | Гениальные младенцы 3         | Baby Geniuses: Baby Squad Investigators | Рэнди            |
| 2013 | ф   | Слегка одинокий в Л.А.        | Slightly Single in L.A.                 | официантка       |
| 2013 | ф   | Тёмный принц                  | Dracula: The Dark Prince                | Илона            |
| 2015 | ф   | Снова молоды                  | Young Again                             | Джейми Миллер    |
| 2015 | ф   | Святой маскарад               | Holy Masquerade                         | Дженни           |